# Świerczów (województwo łódzkie)
Świerczów – wieś w Polsce położona w województwie łódzkim, w powiecie łaskim, w gminie Widawa.
Prywatna wieś szlachecka położona była w drugiej połowie XVI wieku w powiecie sieradzkim województwa sieradzkiego. W latach 1975–1998 miejscowość położona była w województwie sieradzkim.